# Verkiezingen in Afghanistan
Sinds de val van de Taliban zijn er twee nationale verkiezingen geweest. Op 9 oktober 2004 vond de presidentsverkiezing plaats, op 18 september 2005 volgden de verkiezingen voor het Lagerhuis (de Wolesi Jirga). De rol van politieke partijen was bij beide verkiezingen beperkt. Veel van de kandidaten zijn niet aangesloten bij een politieke partij en een aanzienlijk deel van hen die wel betrokken is bij een partij nam aan de verkiezingen deel als onafhankelijke kandidaat. Bij de parlementsverkiezingen was het zelfs enkel mogelijk om als onafhankelijke kandidaat deel te nemen.

## Presidentsverkiezingen 2004
De Presidentsverkiezingen werden gewonnen door Hamid Karzai die al meer dan twee jaar president van de interim-autoriteit en president van de overgangsregering was. Van de bijna 33 miljoen Afghaanse inwoners was ruim 10,5 miljoen burgers geregistreerd als stemmer. Onder deze geregistreerde stemmers was de opkomst 76,9%. Omdat Karzai in de eerste ronde al meer dan 50% van de stemmen behaalde was een tweede ronde niet meer nodig.
| Opkomst | 76.9%                |
| Winnaar | Hamid Karzai (55,4%) |

## Parlementsverkiezingen 2005
Bij de verkiezingen voor het Afghaanse Lagerhuis was de opkomst beduidend lager dan bij de presidentsverkiezingen. Dat had er mede mee te maken dat de verschillende tussen de kandidaten minder duidelijk waren. Doordat er niet aan de hand van partijen gewerkt werd nam iedere kandidaat in zijn eigen provincie als onafhankelijke kandidaat deel.
Doordat er erg veel kandidaten waren en er vaak geen duidelijk verschillen kregen waren de stemmen over de kandidaten erg verspreid. Zo kan het zijn dat een kandidaat die in zijn provincie slechts een paar procent van de stemmen heeft verzameld toch gekozen werd.
Een aantal zetels waren alleen beschikbaar voor vrouwelijke kandidaten. Slechts een handvol vrouwen wisten verkozen te worden zonder van deze speciale zetels gebruik te maken.
| Opkomst       | 50%               |
| Onafhankelijk | 249 zetels (100%) |

## Presidentsverkiezingen 2009
Op 20 augustus 2009 zijn in Afghanistan de presidentsverkiezingen begonnen. Zo'n 17 miljoen Afghanen kunnen gaan stemmen, bijvoorbeeld op de favoriet, de zittende president Hamid Karzai, of zijn grootste concurrent Abdullah Abdullah.